# Trstenik (općina)
Trstenik (ćir. Општина Трстеник) je općina u Rasinskom okrugu u središnjem dijelu Središnje Srbije. Središte općine je grad Trstenik. 

## Stanovništvo
Prema popisu stanovništva iz 2002. godine u općini živi 49.043 stanovnika, raspoređenih u 51 naselje.

### Naselja
Bogdanje • Božurevac • Brezovica • Bresno Polje • Bučje • Velika Drenova • Veluće • Golubovac • Gornja Omašnica • Gornja Crnišava • Gornji Dubič • Gornji Ribnik • Grabovac • Donja Omašnica • Donja Crnišava • Donji Dubič • Donji Ribnik • Dublje • Jasikovica • Kamenjača • Levići • Loboder • Lozna • Lopaš • Mala Drenova • Mala Sugubina • Medveđa • Mijajlovac • Milutovac • Okruglica • Osaonica • Odžaci • Pajsak • Planinica • Poljna • Popina • Počekovina • Prnjavor • Rajinac • Riđevštica • Riljac • Rujišnik • Selište • Stari Trstenik • Stopanja • Stragari • Stublca • Tobolac • Trstenik • Ugljarevo • Čairi

## Vanjske poveznice
- Službena stranica općine Trstenik (srp.)